# Antilles néerlandaises
Pour les articles homonymes, voir Antilles (homonymie).
Ne doit pas être confondu avec les Caraïbes néerlandaises, les Pays-Bas caribéens ou les territoires néerlandais d'outre-mer.
1954–2010
Entités précédentes :
- Territoire de Curaçao

Entités suivantes :
- Aruba (1er janvier 1986)
- Curaçao (10 octobre 2010)
- Saint-Martin (10 octobre 2010)
- Bonaire, Saba, Saint-Eustache (Pays-Bas caribéens / Îles BES) (10 octobre 2010)

Les Antilles néerlandaises ou Antilles hollandaises (en néerlandais : Nederlandse Antillen) sont un ensemble de six puis cinq îles principales situées dans la mer des Caraïbes existant de 1954 à 2010, officiellement nommé territoires insulaires (eilandgebieden en néerlandais, eilandgebied au singulier) : Bonaire, Curaçao, Saba, Saint-Eustache (Sint-Eustatius ou Statia), la partie méridionale de l'île de Saint-Martin (le territoire insulaire de Saint-Martin), ainsi qu'Aruba jusqu'en 1986. Leur capitale est Willemstad, sur l'île de Curaçao.
Le territoire des îles forme juridiquement l'un des États du royaume des Pays-Bas : l'État fédéral autonome des Antilles néerlandaises ou Fédération des Antilles néerlandaises, qui inclut aussi Aruba jusqu’au 1er janvier 1986, date à laquelle l’île se détache des Antilles néerlandaises pour constituer un autre État autonome au sein du royaume.
Le 10 octobre 2010, la fédération est dissoute. Depuis cette date, Curaçao, Aruba et la partie néerlandaise de l'île de Saint-Martin forment trois États autonomes au sein du royaume des Pays-Bas, tandis que les îles de Bonaire, Saba et Saint-Eustache, connues sous le nom de Pays-Bas caribéens, constituent des municipalités à statut particulier des Pays-Bas.
Le royaume des Pays-Bas est actuellement constitué de l'État des Pays-Bas, de l'État d'Aruba, de l'État de Curaçao, de l'État de Saint-Martin (Sint Maarten), ainsi que des communes à statut particulier de Bonaire, Saba et Saint-Eustache au sein de l'État des Pays-Bas.

## Géographie

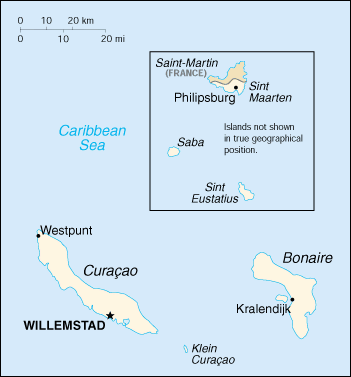
Carte des Antilles néerlandaises.

Les îles sous le vent à proximité du Venezuela.

Les îles des Antilles néerlandaises sont classées en deux groupes suivant leur situation géographique :
- les Îles du Vent (Bovenwindse Eilanden) avec Saint-Martin (en partie), Saint-Eustache et Saba qui sont situées au nord des petites Antilles et à l’est de Porto Rico ;
- les Îles Sous-le-Vent (Benedenwindse Eilanden) avec Bonaire, Klein Bonaire, Curaçao, Klein Curaçao et Aruba, qui sont situées au large des côtes du Venezuela.

Les Îles au Vent sont toutes d’origine volcanique et ont un relief accidenté, ne laissant que peu d’espace à l’agriculture. Les Îles sous le Vent ont une origine à la fois volcanique et corallienne car ayant été submergées à de nombreuses reprises ; leur relief est moins marqué.
Le point culminant des Antilles néerlandaises, et du Royaume des Pays-Bas, est le mont Scenery à Saba avec 887 mètres d’altitude.
Le climat est tropical mais les Îles du Vent sont plus humides et subissent le passage des cyclones tropicaux contrairement aux Îles sous le Vent.

## Histoire

### Découverte et colonisation
Les « Îles Sous-le-Vent » sont découvertes par Christophe Colomb en 1493 et les « Îles du Vent » par Alonso de Ojeda en 1499. Après un début de colonisation par les Espagnols, les îles sont conquises au XVIIe siècle par la Compagnie néerlandaise des Indes occidentales. Les Antilles néerlandaises servent alors de lieu de transit et d’exploitation des esclaves venus d’Afrique jusqu’en 1863, date de l’abolition de l’esclavage dans ces îles.

### Autonomie
En 1954, les îles passent du statut de colonies à celui de territoire associé au royaume des Pays-Bas sous la forme d’une fédération. En 1969, d'importantes émeutes secouent l'île de Curaçao et réinterrogent le statut de cette fédération, marquée par une prospérité économique contrariée par les transformations de l'industrie pétrolière, très présente à Curaçao avec Shell et à Aruba avec la Standard Oil, l'émergence d'un tourisme encore peu porteur de développement économique et des inégalités sociales voire raciales profondément ancrées. Un mouvement anticolonialiste émerge de cette contestation mais sans réellement porter une voix indépendantiste, dans un territoire où l'incertitude économique le dispute aux rivalités et aux incompréhensions entre des îles aux situations disparates. Si le gouvernement néerlandais ouvre des négociations en faveur d'une transition vers l'indépendance, à l'image de ce qui se déroule au Surinam, elles se heurtent vite à l'absence de réelle conviction indépendantiste parmi la classe politique antillaise. En revanche, l'île d'Aruba, jalouse de la domination politique de Curaçao, se tourne de plus en plus vers une séparation d'avec la fédération, oscillant entre un statut particulier au sein des Pays-Bas, la construction de liens privilégiés avec le Venezuela voisin dont elle est dépendante du pétrole et une complète souveraineté. Finalement, le 1er janvier 1986, l’île d’Aruba se sépare de la fédération pour devenir un État associé à part entière au sein du royaume néerlandais.

### Dissolution

Les composantes du royaume des Pays-Bas depuis 2010 : en bleu, les Antilles néerlandaises.

En 2004, une commission du gouvernement des Antilles néerlandaises et des Pays-Bas propose un futur statut pour ce territoire. Toutes les îles sont alors favorables à un changement de statut et aucune n’opte pour l’indépendance. Le 28 novembre 2005, un accord est signé entre les gouvernements des Pays-Bas, des Antilles néerlandaises et d’Aruba pour mettre en application le rapport de la commission en juillet 2007. En outre, le 2 novembre 2006, un autre accord est signé entre le gouvernement des Pays-Bas et les représentants des îles de Bonaire, Saba et Saint-Eustache sur le nouveau statut de ces îles.
Toutes les îles des Antilles néerlandaises optent pour la dissolution de la Fédération. Toutefois, si la majorité d’entre elles approuvent assez massivement un rapprochement avec l’État des Pays-Bas, ce n'est pas le cas pour Curaçao, la plus peuplée, qui souhaite au contraire un statut de plus forte autonomie, plus proche de celui de sa voisine Aruba, ni pour Saint-Martin en raison du statut géopolitique et historique particulier de l’île de Saint-Martin sous administration largement concertée franco-néerlandaise où les deux nations sont liées par un traité international et disposant d’une population plus largement cosmopolite avec diverses nationalités.
En février 2007, la dissolution de la fédération des Antilles néerlandaises est approuvée par une révision de la Constitution du Royaume des Pays-Bas. Initialement prévue pour le 15 décembre 2008, elle est effective le 10 octobre 2010. Curaçao et Saint-Martin forment depuis deux nouveaux États autonomes (en plus de celui d’Aruba et de l’État des Pays-Bas) au sein du Royaume des Pays-Bas et les trois autres îles, beaucoup moins peuplées, sont réintégrées à l’État des Pays-Bas en tant que « communes néerlandaises à statut particulier ».

## Politique
Le chef d’État des Antilles néerlandaises était le souverain des Pays-Bas, représenté dans les îles par un gouverneur qui formait la branche exécutive du gouvernement avec le Conseil des ministres.
Les « Staten van de Nederlandse Antillen » (États des Antilles néerlandaises), la branche législative, était constituée de délégués des différentes îles. Chaque île formait un « territoire insulaire » (eilandgebied) avec un gouvernement local habilité à régler les affaires courantes.

## Économie
L’économie des Antilles néerlandaises est basée sur le tourisme (sur toutes les îles), le raffinage du pétrole vénézuélien (sur Curaçao) et l’hébergement de comptes bancaires (surtout Sint-Maarten). Les habitants bénéficient d’un bon niveau de vie et d’infrastructures développées (ports, aéroports, routes, hôpitaux, universités, etc.). Presque tous les biens de consommation sont importés, principalement du Venezuela, du Mexique et des États-Unis. Les Pays-Bas fournissent quant à eux de nombreuses aides au développement. L’agriculture est peu développée car ne bénéficiant pas de sols riches et irrigués.
Le taux de change entre le florin des Antilles néerlandaises et le dollar américain est de 1,79 contre 1 et est indexé sur cette monnaie.

## Population

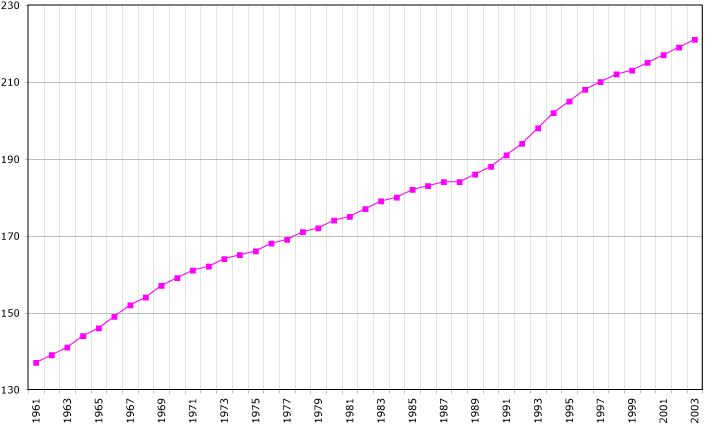
Évolution démographique entre 1961 et 2003 (chiffre de la FAO de 2005, population en milliers d’habitants).

Les cinq îles des Antilles néerlandaises comptaient 199 929 habitants au 1er janvier 2009 (dont 141 766 à Curaçao), noirs ou métis pour la plupart, pour un territoire de 960 km2. La capitale du territoire est Willemstad, sur l’île de Curaçao. Les Antilles néerlandaises connaissent une forte immigration depuis quelques années, essentiellement en provenance de République dominicaine, d’Haïti, de Colombie, des îles anglophones des Antilles.
Les langues parlées sont principalement le papiamento (créole), l’anglais, le néerlandais (langue officielle) et l’espagnol.
La religion la plus représentée est le catholicisme, mais il en existe d'autres : judaïsme, protestantisme, vaudou, évangélisme, etc.

## Culture
Les origines variées des habitants des Antilles néerlandaises ont créé une culture locale très riche. Mais la proximité des États-Unis et le nombre important de touristes venant de ce pays l’ont quelque peu influencée.
Comme dans la majorité des pays d’Amérique latine, le carnaval revêt une importance particulière et les habitants se font un point d’honneur à y participer. 90 % de la population comprend ou sait parler l'anglais. L'espagnol est aussi une langue importante, surtout à Aruba, Curaçao et Bonaire.

### Philatélie
En 1949, les premiers timbres des Antilles néerlandaises voient le jour et remplacent ceux de Curaçao. La légende de ces timbres est d’abord Nederlandse Antillen Curaçao (trois valeurs) puis Ned. Antillen (24 valeurs) et enfin Nederlandse Antillen jusqu’à aujourd’hui. En 1986, Aruba, qui utilisait les timbres des Antilles néerlandaises, se sépare de la fédération pour former un territoire associé au royaume des Pays-Bas et utilise depuis ses propres timbres avec pour légende Aruba. En 2004, les Antilles néerlandaises avaient émis environ 1 200 timbres postaux, cinq timbres pour la poste aérienne, 61 blocs-feuillets et 17 timbres-taxe.

### Littérature
- Littérature antillaise néerlandophone (nl)
- voir Michiel van Kempen, Une littérature créolisée : les lettres du Surinam, ancienne colonie des Pays-Bas, article, 2003
- Littérature du Suriname (nl), Écrivains surinamiens, Liste d'écrivains surinamiens (nl)

## Codes
Les Antilles néerlandaises avaient pour codes :
- AHO, selon la liste des codes pays du CIO.
- AN, selon la norme ISO 3166-1 alpha-2 (liste des codes pays), aujourd’hui retiré et réservé jusqu'en 2061.
- ANT, selon la norme ISO 3166-1 alpha-3 (liste des codes pays).

Depuis 2012 (publication du R UE 1106/2012 du 27 novembre 2012), les codes des différents territoires ont été modifiés :
- CW pour Curaçao
- SX pour Saint Martin (partie néerlandaise)
- BQ pour Bonaire, Saba et Saint Eustache